# Chiesa di Sant'Antonio di Padova (San Leonardo in Passiria)
La chiesa di Sant'Antonio di Padova (in tedesco Kirche St. Anton von Padua) è la parrocchiale a Valtina (Walten), frazione di San Leonardo in Passiria (St. Leonhard in Passeier) in Alto Adige. Appartiene al decanato di Merano-Passiria della diocesi di Bolzano-Bressanone e risale al XVIII secolo.

## Descrizione
La chiesa è un monumento sottoposto a provvedimento di vincolo col numero 16964 nella provincia autonoma di Bolzano.